# Uyea
Uyea est une île des Shetland.